# オレ一応モデルなんですけど
『オレ一応モデルなんですけど』は、群馬テレビ制作で、2018年4月12日から2019年3月28日まで毎週木曜日22:00 - 22:30に放送されていたロケバラエティ番組である。ジョナサン・シガーの冠番組でもあった。ステレオ放送、字幕放送、ハイビジョン制作されている。通称「オレモデ」。（JST）

## 概要
同年、2年半放送されていた『Girls' Talk Trip ジョナサンと女子力UPの旅』の後継番組。MCのジョナサンがGTT時代と違い毎週、群馬テレビのヒーローになるべく、群馬テレビ局長からの指令に体を張って挑戦していく番組。挑戦してほしいこと、相談ごとも番組のホームページとTwitterにて「#オレモデ」で応募されている。
3月21日の放送の最後、番組の最終回を発表。後番組、テレビ埼玉制作で現在放送中の『いろはに千鳥』が放送開始となる[https://www.gtv.co.jp/timetable/群馬テレビ。

## 出演者
MC兼プレイヤー
ジョナサン・シガー（毎週、スーパーマンのロゴが入ったシャツを着用。）
進行役
能登瑶子（群馬テレビアナウンサー）

## 放送リスト

### 2018年
| 回数 | 放送日    | 企画内容                                   | 備考 |
| ---- | --------- | ------------------------------------------ | ---- |
| 1    | 4月12日   | 前橋けやきウォークでジョナサンの人気調査。 |      |
| 2    | 4月12日   | レスリングに挑戦。                         |      |
| 3    | 4月19日   | コメンテーターに挑戦。                     |      |
| 4    | 4月26日   | 変化球に挑戦。                             |      |
| 5    | 5月10日   | ヘビは友達                                 |      |
| 6    | 5月17日   | ゲートボールに挑戦。                       |      |
| 7    | 5月24日   | ヒクソン・グレイシー柔術に挑戦。           |      |
| 8    | 5月31日   | 視聴者からの依頼に挑戦                     |      |
| 9    | 6月7日    | 伝説のジムに挑戦。「ユニコーンジム」       |      |
| 10   | 6月14日   | ミッション・ビンゴッシブル                 |      |
| 11   | 6月21日   | カポエイラに挑戦                           |      |
| 12   | 6月28日   | 種飛ばし大会に挑戦                         |      |
| 13   | 7月5日    | ヒーローの真髄                             |      |
| 14   | 7月12日   | ボルダリングに挑戦                         |      |
| 15   | 7月19日   | ウォータージャンプに挑戦。                 |      |
| 16   | 7月26日   | ボートレース桐生に挑戦。                   |      |
| 17   | 8月9日    | 消防士の心得を学べ!前編                    |      |
| 18   | 8月16日   | 消防士の心得を学べ!後編                    |      |
| 19   | 8月23日   | 上半期総集編                               |      |
| 20   | 8月30日   | 体力測定前編                               |      |
| 21   | 9月5日    | 体力測定後編                               |      |
| 22   | 9月13日   | フットゴルフに挑戦                         |      |
| 23   | 9月20日   | ヒーローのお悩み相談室                     |      |
| 24   | 9月27日   | 日本の伝統「相撲」に挑戦。                 |      |
| 25   | 10月4日   | オレモデ準レギュラーオーデション           |      |
| 26   | 10月11日  | ゴルフに挑戦。英語禁止ゴルフにも挑戦。     |      |
| 27   | 10月18日  | 動物の裏話 ゲストヒロシ                    |      |
| 28   | 10月25日  | ホストの心得                               |      |
| 29   | 11月1日日 | マジシャンに挑戦                           |      |
| 30   | 11月8日   | 利き酒に挑戦                               |      |
| 31   | 11月15日  | ヒーローのお悩み相談室2                    |      |
| 32   | 12月6日   | ウクレレに挑戦。                           |      |
| 33   | 12月20日  | 2018年イチバンの思い出                     |      |
| 34   | 12月27日  | バーテンダーに挑戦。                       |      |

### 2019年
| 回数 | 放送日  | 企画内容 | 備考 |
| ---- | ------- | --- | ---- |
| 35   | 1月10日 | 新年1発目で視聴者の依頼に応えよという企画で番組史上最高にほっこり企画になった。 |      |
| 37   | 1月17日 | 上毛かるたに挑戦。「群馬県出身者は、読み札を全て暗唱出来る」と巷でウワサの上毛かるたに挑戦。数々の大会で輝かしい功績を残している、安中市の小林ファミリーを相手に惨敗した。                                       |      |
| 38   | 1月17日 | ボウリングに挑戦。 |      |
| 39   | 1月31日 | 品を学べ。 |      |
| 40   | 2月7日  | インドネシアを学べ |      |
| 41   | 2月14日 | プロレスに挑戦 |      |
| 42   | 2月21日 | ブラジルを学べ |      |
| 43   | 2月28日 | アナウンサーに挑戦。「オレモデワイド」の第2弾！ニュースeye8の現場で実践。 |      |
| 44   | 3月7日  | ツッコミに挑戦 |      |
| 44   | 3月14日 | The road to HERO!! 下久保ダムを守るヒーロー「鬼神戦隊ダムセーバー」の皆さんにご協力を頂き、ジョナサンが殺陣に挑戦！番組後半では、下久保ダムの見学へ。                                                            |      |
| 45   | 3月21日 | 迫りくる敵！そして伝説へ... 平成もあと少しで終わり、ヒーローらしく平成最後は連勝を飾りたいということで、野球対決を決行！元高校球児のジョナサンの実力は⁉︎そして番組の最後には重大発表も⁉︎                           |      |
| 46   | 3月28日 | オレモデ最終回。ラストシーンの撮影に挑戦。映画ロッキー・新世紀エヴァンゲリオン・きょうのわんこ・MOCO'Sキッチン・ストレッチマン・めちゃ²イケてるッ!の最終回などパロディを連続で挑戦。その後、最後の言葉で締めた。 |      |

## コーナー
- ヒーローのお悩み相談室（9月20日、11月15日）

解決できなかった場合、罰ゲームをくらう。（ケツバット）

## ゲスト
- バービー （フォーリンラブ）
- ブリリアン
- Takuya（群馬県出身歌手）
- ヒロシ
- しゅんしゅんクリニックP-2018年12月20日
- AKAGIDAN
- 小松正英・飯野詩帆（群馬テレビアナウンサー）『オレモデワイド』

## ネット局
| 放送対象地域 | 放送局                        | 系列   | 放送時間                     | 放送時期        | 備考                                   |
| ------------ | ----------------------------- | ------ | ---------------------------- | --------------- | -------------------------------------- |
| 群馬県       | 群馬テレビ （GTV） （制作局） | 独立協 | 木曜 22:00 - 22:30           | 2018年4月12日 - | 土曜 21:30 - 22:00に再放送を行っている |
| 埼玉県       | テレビ埼玉 （TVS）            | 独立協 | 火曜 1:30 - 2:00（月曜深夜） | 2018年4月17日 - |                                        |
| 神奈川県     | テレビ神奈川 （tvk）          | 独立協 | 火曜 2:30 - 3:00（月曜深夜） | 2018年4月17日 - |                                        |
| 栃木県       | とちぎテレビ （GYT）          | 独立協 | 水曜 23:30 - 24:00           | 2018年4月18日 - |                                        |
| 千葉県       | 千葉テレビ （CTC）            | 独立協 | 月曜 1:00 - 1:30（日曜深夜） | 2018年4月22日 - |                                        |

| 配信元     | 配信時間           | 放送時期        | 備考                                                                                      |
| ---------- | ------------------ | --------------- | ----------------------------------------------------------------------------------------- |
| エムキャス | 木曜 22:00 - 22:30 | 2018年4月12日 - | 群馬テレビ（制作局）でのテレビ放送と同時配信 再配信（土曜 21:30 - 22:00）、見逃し配信あり |

## スタッフ
- 技術：田村泰紀/古越良平
- 美術：島村希
- 構成：安齋友朗・森枝天平
- ディレクター：飯沼悠里
- チーフディレクター：稲村明洋
- プロデューサー：円明良道・岩沼雅人

## 主題歌
- オープニングテーマ「DRAGON CARNIVAL」Acid Black Cherry
- エンディングテーマ「イエス」Acid Black Cherry